# Vivadixiesubmarinetransmissionplot
Albums de Sparklehorse
Good morning Spider
(1999)
Singles
Vivadixiesubmarinetransmissionplot est le premier album de Sparklehorse, sorti en 1995. 

## Liste des pistes
1. "Homecoming Queen" – 3:36
2. "Weird Sisters" – 5:00
3. "850 Double Pumper Holley" – 0:36
4. "Rainmaker" – 3:47
5. "Spirit Ditch" – 3:24
6. "Tears on Fresh Fruit" – 2:08
7. "Saturday" – 2:27
8. "Cow" – 7:05
9. "Little Bastard Choo Choo" – 0:47
10. "Hammering the Cramps" – 2:49
11. "Most Beautiful Widow in Town" – 3:19
12. "Heart of Darkness" – 1:52
13. "Ballad of a Cold Lost Marble" – 0:45
14. "Someday I Will Treat You Good" – 3:42
15. "Sad & Beautiful World" – 3:33
16. "Gasoline Horseys" – 2:40
17. "Waiting for Nothing" – 2:28 (Vinyl only bonus track from Distorted Ghost EP)